# George MacDonald Fraser
George MacDonald Fraser (Carlisle, 2 april 1925 - Isle of Man, 2 januari 2008) was een Brits auteur en scenarioschrijver.
MacDonald Fraser was van Schotse afkomst. Een groot deel van zijn jeugd bracht hij in Schotland door.
Vanaf 1943 vocht hij in de Tweede Wereldoorlog in het Britse leger. Niet veel later werd MacDonald Fraser in India gestationeerd. Hij is vier keer benoemd tot Lance Corporal (in het Britse leger een soort onderkorporaal), maar die rang raakte hij tot drie keer toe kwijt wegens kleine misstappen, zoals het kwijtraken van militaire benodigdheden. Hij beschreef zijn militaire loopbaan in het autobiografische 'Quartered Safe Out Here.'
Na de Tweede Wereldoorlog bleef hij het Britse leger dienen, maar dan in het Midden-Oosten en Noord-Afrika. Na verloop van tijd was MacDonald Fraser uitgekeken op zijn werk in het leger. Inmiddels had hij al wel een behoorlijke hoeveelheid werk geschreven.
Na zijn militaire loopbaan werd hij journalist en redacteur bij de Schotse krant 'The Scotsman'. Hij werd daar aan de kant gezet en ging zich toen geheel op het schrijven concentreren.
MacDonald Fraser werd uiteindelijk het bekendst met zijn boeken uit de 'Flashman' serie. Dit is een reeks historische romans geschreven onder het pseudoniem Harry Flashman. De hoofdpersoon in de romans draagt dezelfde naam. Het karakter Flashman kijkt terug op zijn succesvolle jaren in het Britse leger. Flashman is ook niet vies van vrouwelijk schoon en is in de reeks een echte vrouwenverslinder. De serie boeken werd geroemd om de nauwkeurigheid waarmee Flashman het leven in het Britse leger in kaart brengt.
Hij was ook scenarist. Hij maakte onder andere scenario's voor de James Bondfilm Octopussy.
In 1998 kreeg MacDonald Fraser een koninklijke onderscheiding. Hij mocht de eretitel OBE dragen: Officer of the Order of the British Empire.
MacDonald Fraser stierf op 2 januari 2008 aan de gevolgen van kanker.